# Clubiona kowong
Clubiona kowong är en spindelart som beskrevs av Pater Chrysanthus 1967. Clubiona kowong ingår i släktet Clubiona och familjen säckspindlar. Inga underarter finns listade i Catalogue of Life.